# Лясковщизна (Сокульський повіт)
Лясковщизна (пол. Laskowszczyzna) — село в Польщі, у гміні Корицин Сокульського повіту Підляського воєводства.
Населення — 111 осіб (2011).
У 1975-1998 роках село належало до Білостоцького воєводства.

## Демографія
Демографічна структура станом на 31 березня 2011 року:
|          | Загалом | Допрацездатний вік | Працездатний вік | Постпрацездатний вік |
| -------- | ------- | ------------------ | ---------------- | -------------------- |
| Чоловіки | 56      | 13                 | 35               | 8                    |
| Жінки    | 55      | 13                 | 26               | 16                   |
| Разом    | 111     | 26                 | 61               | 24                   |